# Eduardo Martínez de Pisón
Eduardo Martínez de Pisón Stampa (Valladolid, 1937) es catedrático emérito de Geografía de la Universidad Autónoma de Madrid, geógrafo, escritor y alpinista.

## Actividad profesional
Doctor en Geografía (1975). Fue profesor agregado de Geografía de la Universidad Complutense  (1975/1976-1978). En 1978, fue nombrado catedrático de Geografía de la Universidad de La Laguna (Tenerife), donde estuvo hasta 1981/1982. Desde 1981 hasta 2007 fue catedrático de Geografía Física de la Universidad Autónoma de Madrid. Desde octubre de 2007 desempeñó la docencia como catedrático emérito de Geografía de esa misma universidad. Es uno de los nombres indiscutibles del ecologismo en España.

## Especialidad
Ha trabajado en Geografía Urbana y en Geografía Física. Se especializó en Geografía Física, campo en el que ha realizado la mayor parte de su investigación, publicaciones, docencia y dirección de tesis.

## Investigación y otros cargos
Sus trabajos tratan sobre lugares naturales, geomorfología de cordilleras, pensamiento geográfico y geografía medioambiental. En relación con este último campo recibió en 1991 el Premio Nacional de Medio Ambiente. Ha escrito libros y artículos sobre Geografía Física de diversas montañas españolas y numerosas cordilleras externas, entre otros trabajos.
Ha escrito también libros literarios y de divulgación de viajes y geografía, y ha participado como asesor geográfico de documentales de televisión en el Polo Norte, Alaska, Siberia, desierto de Gobi, desierto de Taklamakán, montañas de Asia Central, ruta de la Seda, Karakorum, Himalaya y Transhimalaya, Tíbet, o el desierto Líbico.
Tiene más de 500 publicaciones de geografía. Ha sido corresponsal para España del World Glacier Monitoring System.
Ha sido también miembro del Comité MaB español (UNESCO). Entre 1991 y 1995 presidió el Comité español del Comité Científico para la Investigación en la Antártida.
Desde 1999 es director del Instituto del Paisaje de la Fundación Duques de Soria. Ha sido además vocal del Comité Científico de Parques nacionales. Ha sido miembro de los patronatos del Parque nacional de Ordesa y Monte Perdido, y lo es del parque nacional de la Sierra de Guadarrama y miembro de honor del patronato del Parque nacional del Teide.
Entre 2003 y 2006 fue director del Plan de Ordenación de Recursos Naturales de la Sierra de Guadarrama (sector de Madrid).
La Asociación Aragonesa de Amigos del Libro le ha concedido el Premio Búho a la excelencia 2024 por su labor científica en defensa del medio ambiente y como escritor de naturaleza.

## Publicaciones (selección)
- Montañas  (Barcelona, 2003)
- En torno al Guadarrama  (Madrid, 2007),
- Miradas sobre el paisaje  (Madrid, 2009)
- El sentimiento de la montaña  (Madrid, 2010), en colaboración con Sebastián Álvaro.
- El largo hilo de seda: viaje por las montañas y los desiertos de Asia Central  (Madrid, 2011).
- Montañas dibujadas  (Madrid, 2011)
- Más allá del Everest  (Madrid, 2012)
- Imagen del paisaje: la Generación del 98 y Ortega y Gasset  (Madrid, 2012)
- La Tierra de Jules Verne. Geografía y aventura  (Madrid, 2014)
- Cuadernos de montaña (Madrid, 2015)
- La montaña y el arte. Miradas desde la pintura, la música y la literatura (Madrid, 2017)
- Geografías y paisajes de Tintín. Viajes, lugares y dibujos (Madrid, 2019)
- Atlas literario de la Tierra (Madrid, 2023)